# Alfred Heindler
Alfred „Fred(d)y“ Heindler (* 31. Jänner 1927 in Niklasdorf; † 2. Jänner 2005 in Leoben) war ein österreichischer Bezirkspolitiker der SPÖ Leoben, der als Humorist unter dem Namen Der kleine Fredy österreichweit bekannt war.

## Leben
Alfred Heindler wurde als lediger Sohn eines ungarischen Fabrikarbeiters und einer Fabrikarbeiterin in Niklasdorf in der Steiermark geboren. Als er drei Jahre alt war, trennte sich seine Mutter vom Vater und heiratete einen Beamten, der Fredy adoptierte. Laut eigener Aussage wuchs er als einziges Kind unter neun Erwachsenen auf. Zwischen 1938 und 1945 litt er unter dem NS-Regime, weil sein leiblicher Vater Jude war. Wegen seiner (halb)jüdischen Abstammung wurde er in der Schule diskriminiert und gedemütigt. Während sein leiblicher Vater und dessen Familie im Konzentrationslager umkamen, überlebt er die Kriegsjahre. Er kam in die Werksschule der Alpine Montan Gesellschaft in Donawitz und wurde dort als Elektriker ausgebildet. In den Nachkriegsjahren wurde er Bildungsreferent des Arbeiterbetriebsrates in Donawitz. Außerdem fungierte er als Leobener Bezirkssekretär des Österreichischen Gewerkschaftsbundes.
Er organisierte Unterhaltungsveranstaltungen und begann selbst mit humoristischen Einlagen, wurde Volkshumorist und gelangte zu regionaler Popularität. Zuerst spielte er Vater-Sohn-Dialoge und trat auch bald in den ORF-Fernsehsendungen wie Und die Musi spielt dazu und Der bunte Schirm auf. Zuerst trat er noch im Steireranzug auf. Danach schlüpfte er gänzlich in die Rolle des Sohnes, des „Kleinen Fredy“, eines naiven Schuljungen, den er mit einer Falsettstimme sprach. Er kleidete sich dazu in einen Matrosenanzug, der sein Markenzeichen wurde. „Der kleine Fredy“ sprach stets Schuldeutsch, das er jedoch nicht richtig beherrschte und erzählte von Erlebnissen in seiner Familie, die er als unbedarfter Junge nicht ganz verstand. Sein Eröffnungslied lautete daher „Ich bin noch dumm, ich bin noch klein, mein Herz das ist nicht schmutzig“. Eine Plattenfirma entdeckte ihn und drängte ihn, doch auch in Wien aufzutreten. Mehr als drei Jahre trat er im Wiener Prater als „Der kleine Fredy“ auf. Im Laufe der Zeit entstanden 29 Schallplatten. Insgesamt wurde er drei Mal mit der Goldenen Schallplatte für jeweils über verkaufte 100.000 Stück ausgezeichnet. Durch den Erfolg im Fernsehen brachte er es auch zu Filmauftritten und absolvierte erfolgreiche Tourneen in Amerika. So konnte sich der in ärmlichen Verhältnissen Aufgewachsene ein Einfamilienhaus in Köllach bei Proleb (nahe Leoben) bauen. Ab den 1980 bzw. 1990er Jahren entdeckte Heindler seine Liebe fürs Theater und wirkte mitunter am Stadttheater Leoben als Mitglied des Leobener Ensembles.
In den letzten Lebensjahren benötigte er eine Herztransplantation; das Herz stammte von einem 17-Jährigen. Dazu kamen noch andere Operationen, durch die er schließlich so gehbehindert wurde, dass er die meiste Zeit seiner letzten Jahre im Rollstuhl verbrachte. Etwa ein Jahr vor seinem Tod hatte er einen Auftritt in der Barbara Karlich Show, in der er erzählte, wie es ihm nach seiner Bühnenlaufbahn erging.
Er war verheiratet mit Erni und hatte eine Tochter Silvia.

## Auszeichnungen
- 1988: Viktor-Adler-Plakette (höchste Auszeichnung der Sozialdemokratischen Partei Österreichs)

## Diskografie (Auswahl)

### LPs und Kassetten
- 1969: Der kleine Fredy und seine liebe Familie (mit Robert Thaller und die Linzer Buam), Philips 92146 (LP)
- 1969: Der kleine Fredy auf großer Fahrt, Philips 884133 (LP), Philips 7186016 (Kassette, 1972)
- 1970: Das SEX-tage Rennen des kleinen Fredy, Philips 6387015 (LP)
- 1971: Narrisch aber ned deppert (mit Robert Thaller und seine Linzer Buam), Philips 61118 (LP)
- 1971: Mei Papa is bei da Feuerwehr, Philips 6387028 (LP)
- 1972: Warst Du a’ auf Urlaub?, Philips 7186064 (Kassette), Philips 6387064 (LP, 1973), Philips 62931 (LP, Sonderauflage, 1973)
- 1972: Mei Papa is a Cowboy, Philips 6387044 (LP), Philips 7186031 (Kassette, 1975)
- 1972: Auf mi san alle Madln scharf, Philips 62626 (LP)
- 1972: Bei uns daham geht’s zua (mit Robert Thaller und seine Linzer Buam), Philips 61976 (LP)
- 1974: I bin a Wunderkind, Philips 9105006 (LP)
- 1975: I bin a Supersportler Philips 9105020 (LP), Philips 33043 (Kassette, 1978), Philips/Donauland 34503 (LP, 1978)
- 1976: ...immer erwischt’s die Kleinen, Philips 9105033 (LP), Philips 66036 (LP, 1976), Philips 67886 (Kassette, 1976)
- 1979: Mei Lehrerin ist Spitze!, Philips 9105050 (LP), Philips 38248 (LP, 1979), Philips 7234045 (Kassette, 1979)
- 1980: Was net alles gibt!, Philips 35619 (Kassette), Philips (LP), Philips 31779 (LP)
- 1981: Der Bua macht mi fertig!, Philips/Phonogram 91139 (LP), Philips 7114069 (Kassette, 1981)
- 1982: Wenn i groß bin, heirat’ i die Liesl!, Ariola 29233 (LP), Ariola 290525 (CD, 1991)
- Der kleine Fredy und seine große Lachparade, Fontana 701704 (LP)
- Der kleine Fredy und seine Super Show* (90 Minuten Lachen), Philips 6641696 (LP)

### Singles und EPs
- 1969: Ich bin Fredys Freundin, Philips 341745 (EP)
- 1969: I hob schon a Freundin, Philips 341739 (EP)
- 1969: I’ weiß alles… (A-Seite), Bei uns daham geht’s zua! (B-Seite), Philips 341740 (EP)
- Mei Papa is a Jaga, Philips 341738 (EP)
- Mei Papa war beim Militär, Philips 341747 (Single)
- Wir bauen eine Rakete, Philips 341746 (Single)
- I’ spiel’ so gern Vata und Mutter (A-Seite), Ich bin noch dumm, ich bin noch klein (B-Seite), Philips 6023054 (Single)
- Der kleine Fredy und seine Viechereien, Philips 6023048 (Single)
- Unterwegs…, Philips 6023049 (EP)